# ウィーンはいつもウィーン
『ウィーンはいつもウィーン』（ドイツ語: Wien bleibt Wien!）は、オーストリアの行進曲。シュランメル音楽のヒットナンバー。

## 成立
オーストリアのヴァイオリン奏者ヨハン・シュランメルにより1877年に作曲。当初はヴァイオリン、コントラバス、ギターによるシュランメル音楽として作曲されたが、のちに吹奏楽に編曲された。各種編曲譜も出版された。
原題には感嘆符「!」がつくが、日本語訳題では省かれていることが多い。

冒頭部

## 日本国内での使用状況
朝日放送テレビ・ラジオ（ABC）が、「スポーツテーマ」（全国高校野球選手権大会中継を除くスポーツ中継のテーマ曲）や『スポーツパレード』（ラジオのスポーツニュース）のテーマ曲として長らく使用。テレビでは、基幹局（KRテレビ→TBS→NETテレビ→テレビ朝日）が制作するスポーツ中継を放送する場合でも、当該局における「スポーツテーマ」（『コバルトの空』『行進曲スポーツマン』『朝日に栄光あれ』）を一部の番組を除いて『ウィーンはいつもウィーン』に差し替えていた。
ABCではラジオ単営局（現在の朝日放送グループホールディングス）としての設立初期（1952年）から、アーサー・フィードラー指揮によるボストン・ポップス・オーケストラの演奏を収録した音源（1952年1月1日リリース）を使用している。ラジオのプロ野球中継では『ABCフレッシュアップナイター』時代の2003年からテーマ曲として扱われていないが、『ABCフレッシュアップベースボール』への移行後は、試合中継で5回裏と6回表の合間（特別企画やリスナーへのプレゼントの告知）のBGMに使用。ABCラジオでは、スポーツ中継以外でも、聴取率調査週間向けの特別企画を告知する際に流す機会も増えている。
ABC以外にも、東海ラジオが1960年の開局時から2018年まで『東海ラジオ ガッツナイター』のオープニング・エンディングで使用していた。また、文化放送でも『文化放送ホームランナイター』のオープニング・エンディングで一時期使用していたことがある。群馬テレビでも、『GTVパワフルナイター』や『夏の高校野球群馬大会中継』など、同局で放送のスポーツ番組全体（『中央競馬ワイド中継』を除く）のテーマ曲として使用していた。